# 堀尾省太
堀尾 省太（ほりお せいた、男性 ）は、日本の漫画家。広島県出身。代表作は『刻刻』。

## 経歴
広島県生まれ。1996年アフタヌーン四季賞大賞(夏)を『磯助』で受賞。高橋のぼると能條純一に師事。連載デビュー作は『刻刻』。同作はマンガ大賞2011にノミネート。2作目の『ゴールデンゴールド』は、マンガ大賞2017〜2019まで3年連続でノミネートされた。

## 作品

### 連載作品
刻刻
『増刊モーニングtwo』（講談社）にて第10号（2008年）より2014年11月号（第86号）まで不定期に連載された後、『モーニング』本誌2014年47号に「プレミアム読み切り劇場REGALO」枠で、『刻刻 番外編 —300日後—』が掲載された。単行本は全8巻。2018年にテレビアニメ化。
ゴールデンゴールド
『月刊モーニングtwo』（講談社）にて2015年12月号から連載開始。単行本は既刊9巻。

## 師匠
- 高橋のぼる
- 能條純一